# HŽRK Kiseljak
Hrvatski ženski rukometni klub Kiseljak je bosanskohercegovački rukometni klub iz Kiseljaka. Sjedište je u Školskoj 1, Kiseljak. Boja dresova je crveno-bijela,plavo-bijela i žuto-crna. Postoji i muška sekcija, HRK Kiseljak.